# 赛罗·奥特曼 THE MOVIE 超决战！贝利亚银河帝国
《超人力霸王傑洛 THE MOVIE 超决战！贝利亚银河帝国》（ Urutoraman Zero THE MOVIE: Chōkessen! Beriaru Ginga Teikoku），英文又名超人力霸王傑洛：贝利亚的复仇（英語：Ultraman Zero: The Revenge of Belial）是于2010年12月23日在日本松竹系电影院上映的由圆谷制作公司制作的奥特曼系列特摄电影。

## 概要
本作是超人力霸王系列诞生45周年的記念作品，同時也是是前作《大怪兽格斗 超银河传说》的续集。这部影片的主角仍是赛罗·奥特曼和敌对的贝利亚·奥特曼。这部影片中邪恶的贝利亚成为了銀河皇帝。
在前作初登场的赛罗奥特曼作为主角与前作的敌人——以凯撒贝利亚形态复活的、率领贝利亚银河帝国超人力霸王贝利亚的决战。描述了ZERO的成长，与新朋友的相遇。

### 特征
- 本作的主題是「朋友和父母之間的羈絆」。[1]
- 公開前的11月26日和12月22日预定发售的DVD『ウルトラ銀河伝説外伝 ウルトラマンゼロVSダークロプスゼロ』是本作的序章。
- 除了超人戰士以外，圆谷製作曾於1971年製作的影集《镜子超人》、1973年《火焰人》及《巨人力霸王》[1][2][3]中里登场的英雄和怪兽、宇宙人則會以再築構形式全新登场，他們新身份分別是镜子骑士、红莲火焰、和詹博特。[4]
- 本作在製作過程時受到了多部科幻作品《星際大戰》、《火星公主》和《從宇宙來的訊息》影響，同時與阿部雄一執導的上一部作品《超人力霸王納克斯》類似，在故事設定上增加較為成人及黑暗的情節，但即便如此，此部電影仍舊是面向以子供向為主要客群的電影。[5][6][6]
- 曾在《超人力霸王納克斯》中飾演主角群的演員石橋保（日语：石橋保）和佐藤康惠，及參演《火焰人》和《超人力霸王蓋亞》等作品的平泉成則參與本部作品的眼出。[5]
- 聲優方面，曾參與前作的宮野真守和宮迫博之繼續負責傑洛和貝利亞皇帝的配音，傑洛的新夥伴終則有曾參與圓谷作品，經驗豐富的綠川光、神谷浩史、關智一負責。其他的超人力霸王戰士大多是當時的原班人馬，或者是《梅比斯》之後的配音演員負責配音，曾在《超人力霸王80》中飾演主角的長谷川初範和萩原佐代子在本次電影首次回歸，並擔當配音的客串角色，除了是長谷川首次參與超人力霸王系列電影的演出外，也是萩原自《80》播畢後首度回歸演出。
- 由於製作週期只有9個月，因此無法像前作使用全綠色背景的CG背景，並在山口縣、北九州市、福岡縣以外景進行拍攝。[1]
- 電影首周在日本電影觀眾動員排名中排名第10名（根據票房新聞社），在Pia首日滿意度排名中排名第5名（根據Pia電影生活調查）。票房收入總計4億日元。

## 故事大綱
時間點設置在《大怪兽格斗 超银河传说》不久之後，因遭受超人力霸王傑洛阻饒而失敗的超人力霸王貝利亞，另一個宇宙構築起了龐大的帝國，並藉由“凱撒·貝利亞”之名東山再起向所有次元伸出了魔手，
其中艾斯美拉達行星，一顆由超能源艾美拉爾礦石構成的美麗星球，那一天突然遭到天外大軍的入侵，就在艾斯美拉達王國將要迎來滅頂之災的時候，王室的守護者鏡子騎士挺身而出，捨命掩護艾斯美拉達星第二任王女——「艾美拉娜」逃脫。
與此同時，一支神秘的黑暗獨眼巨人軍團通過次元跳躍湧入M78星雲光之國的宇宙，帶來了不祥的噩耗。為了探尋敵人的真實所在，超人力霸王傑洛被孤身請命前往另一個未知宇宙探查；臨行前其父親「超人七號」將貯存著等離子能量的「超級傑洛手鐲」授予傑洛，並用全體光之國戰士的力量將傑洛送往銀河的盡頭。
在這個新宇宙中的一角，名為阿奴行星的開發行星上，機器士兵雷基歐諾伊德正肆虐攻擊當地的住民，勇敢的青年「嵐」為了救弟弟「直」而身負重傷，就在命懸一線之際，超人力霸王傑洛從時空彼方降臨，並與嵐一心同體...

## 出演
| 角色           | 演員     | 配音 | 介紹 |
| 嵐 （ ）       | 小柳友   |      | 本作主角，超人力霸王傑洛的第一代人間體，小直的哥哥。 是居住是安奴開發行星的開拓居民，個性開朗，並且受到弟弟小直的信任。 在機器士兵雷基歐諾伊德肆虐家園時，為了拯救弟弟而身負重傷，由於他的勇氣被傑洛目擊到而留下了深刻的印象，因此在命懸一線之際與傑洛一體化。由於嵐的意識未甦醒的因素，因此在全劇中嵐幾乎是靠傑洛的意識進行行動，個性也與傑洛類似變得較為氣勢凌人，因此最開始只想孤軍奮戰貝利亞。但當被小直阻止後，和艾美拉娜三人透過詹伯特一起去尋找傳說中的聖物「巴拉吉之盾」。 在地下神殿尋找帕拉吉之盾時因神殿崩塌而遭到貝利亞俘虜，最終透過詹伯特奪回超級眼鏡使用最後一次變身成傑洛，在迎戰獸化貝利亞的危急關頭，感知到傳說中聖物帕拉吉之盾的真諦，並在超人力霸王諾亞的協助下得到了帕吉拉之盾，最終則擊潰了銀河帝國，傑洛也因此離開嵐的身體，而嵐本人因在事件期間意識未甦醒的願故，在甦醒後並毫無關於這次事件的記憶。 |
| 直 （ ）       | 濱田龍臣 |      | 嵐的弟弟，居住是安奴開發行星的開拓居民，是位直率性格的小男孩。 儘管他還是一個孩子，但他擅長操縱機器，並且已經掌握了已故父親「廣」的阿奴拳法。他相當崇敬著亡父，並且深信他所描述的聖物「帕拉吉之盾」的存在。 當他後來與嵐同化的超人力霸王傑洛和艾美拉娜一起旅行時，將附身在哥哥身上的傑洛稱呼為「老大哥」。 後來在最終戰役時，他本人駕駛著詹伯特與銀河帝國作戰，最終則擊潰了銀河帝國，並和傑洛告別。 |
| 艾美拉娜 （ ） | 土屋太鳳 |      | 本作女主角，是艾斯美拉魯達的二公主。待人溫柔善良、外柔內剛的少女。 在故事中，由於故鄉遭銀河帝國的軍隊襲擊，在鏡子騎士的協助下成為王國唯一成功逃脫，並在安奴行星偶遇附身於嵐的傑洛與小直，並支持傑洛與小直去尋找傳說中的帕拉吉之盾打敗貝利亞而參與了旅行，成為與傑洛與小直患難與共的摯友。在夥伴面臨危機中，也會在最後關頭以身體本身蘊藏，具有強大力量的艾美拉爾礦石能量阻止敵人。 後來在最終戰役時，她進入詹伯特的能量爐中，用自己的能量幫助詹伯特變身。最終則擊潰了銀河帝國，並和傑洛告別。 在外傳《衝擊之星》時再度登場，然而卻和詹伯特遭到詹殺手擄走而被帶到光之國的宇宙，為了保護利托拉而喚醒了詹伯特，並後得知詹殺手與詹伯特一樣，是個有熾熱之心的人工智能機器人，最終便一命感動詹殺手歸附傑洛陣營，並為其改名為「詹奈」，最後在終極傑洛警備隊的幫助下回到自己的宇宙。                                                 |

## 本作登場的中心戰士

### 終極傑洛警備隊
由超人力霸王傑洛和他在另一個宇宙遇到的朋友組成的團隊。在與貝利亞的戰鬥結束後，作為全新的警備隊共同合作，最初的成員是出現在本作中的以下四人，但後來隨著OV《超人力霸王傑洛外傳 殺手 THE 衝擊之星》中讓詹奈作為新成員加入，變成了五人系統。
在電影《超人力霸王傳奇》的初始劇情中，曾預定與傑洛一同登場。其中精緻的英雄設計是由後藤在本作之前的個人作品《Tsuburaya Avengers》，通過參與本作的策劃所實現的。

#### 超人力霸王傑洛
原文： / Ultraman Zero（宮野真守 聲演）
本作主角，是超人七號的儿子。以紅色和藍色為身體基調。年少時是被認為最有潛質的戰士，過去曾與貝利亞一樣，對「Plasma Spark Tower」的力量存有異心。
雖然倚著氣勢凌人，討厭被束縛自由，熱情奔放的性格。但在叛逆的性格中也有著一顆同情和保護弱者的心，在戰鬥中經常繪會說「還差2萬年呢！」等充滿自信的語句來羞辱對手。
在本作中，因鄉M78星雲“光之國”遭到神秘敵人的突然襲擊。傑洛隻身一人擔負起一探敵人真正身份的任務。他戴著超人七號賜予他的備用能源——超級傑洛手鐲，獨自向著未知的宇宙空間進發。
在安奴開發行星和身負重傷、奄奄一息的青年「嵐」以及他的弟弟“小治”相遇。因被被嵐的勇氣所感動，與他合為一體，以嵐作為人類形態，拯救了嵐的生命。並意外認識艾美拉娜後知曉了敵人的真正身份「凱撒貝利亞」，為了粉碎貝利亞的野心，和小治、艾美拉娜一同乘坐宇宙飛船——皇家宇宙船，穿梭於浩瀚的宇宙之中。向巨大的銀河帝國發起挑戰。
最終在在同伴們，及超人力霸王諾亞的支援下，透過帕拉吉之盾變成的「究極傑洛」型態擊敗了大貝利亞。在片尾，和紅蓮火焰、鏡子騎士、詹伯特結成新的警備隊「終極傑洛警備隊」，繼續在宇宙旅行。

#### 鏡子騎士
原文： / Mirror Knight
於本作登場的全新戰士，是從鏡之星出身的「鏡之勇者」，他的父親是鏡之星的二維人，母親則是艾斯美拉達王國的居民。他的任務是保護艾斯美拉達王國的王室以不受到敵人的威脅，並可以利用鏡子的反射原理，從任何可反射光線的物質中製造通道而及時趕到任何地方。
擁有著謙和有禮，非常看重禮儀，十分有責任感的性格，待人十分真誠。在本作最初為了保護艾美拉娜公主以及艾斯美拉魯達星而被貝利亞使用負能量病毒控制，導致變成了紅眼模式，整個身體的顏色略微暗淡，指尖也略微銳利，並因此將自己的靈魂密封在鏡之星中，而後則是被傑洛的光所淨化，因此而加入團隊，向巨大的銀河帝國發起挑戰。最終則擊潰了銀河帝國，並在傑洛的邀約下成為終極傑洛警備隊的初始成員。
人物原型為圆谷製作曾於1971年製作的影集《镜子超人》的同名超級英雄。。
在其他作品中的登場
《 超人力霸王傑洛外傳 殺手 THE 衝擊之星》（全劇）
《超級傑洛格鬥》（全劇）
- 電影

《劇場版 超人力霸王捷德 連繫起來！ 願望！！》（2018年）

#### 紅蓮火焰
原文： / Glen Fire
於本作登場的全新戰士，是一位擁有熾烈岩漿靈魂的「火焰戰士」，他熱愛自由，並與朋友一起在銀河系中旅行，同時也擔任火焰海盜的保鏢。
性格粗魯，總是喜歡炫耀自己獨特的力量，並只願意和他所接納的人說話，不過也有著願意為他所接納的人信任並做出努力的一面。此外，他還是終極傑洛警備隊中的情緒製造者，經常講出相當誇張的言行，例如用可笑的綽號來稱呼他的朋友們。
在本作最初因傑洛的團隊在中途遭遇火焰海盜，因而和超人力霸王傑洛戰鬥，但最終因銀河帝國的介入而中止的戰鬥，在看到傑洛的英勇戰鬥行為後承認他是同伴，因此而和火焰海盜幫助團隊，向巨大的銀河帝國發起挑戰。最終則擊潰了銀河帝國，並在傑洛的邀約下成為終極傑洛警備隊的初始成員。
其中點亮胸口的火焰核心為紅蓮火花，能夠釋放火焰包圍全身，引爆充滿宇宙硝基甲烷的炎之海域，曾在戰役時消滅大量的銀河帝國戰艦，除此之外則更擅長棍棒武術。並在祖先至剛至猛的戰鬥風格中融入了以柔克剛的技巧從而使他更加強大，然而缺點則是經常在沉醉於戰鬥中忘記本來目的。
人物原型為圆谷製作曾於1973年製作的影集《火焰人》的同名超級英雄。
在其他作品中的登場
《 超人力霸王傑洛外傳 殺手 THE 衝擊之星》（全劇）
《超級傑洛格鬥》（全劇）
- 電影

《劇場版 超人力霸王捷德 連繫起來！ 願望！！》（2018年）

#### 詹伯特
原文： / Jean-Bot
於本作登場的全新戰士，是一位在艾絲美拉達星上世代相傳，能透過飛船變身成的「鋼鐵勇士」。在飛船形態時稱為「皇家宇宙船」，是作為保護王家安全撤離用的飛船使用，
它具有超高性能的人工大腦「Jean」，因此很明確擁有自己的人格，甚至還可以拒絕主人的命令。在內部是配備了大型監視器，駕駛員追踪系統，入侵者屏障生成器和內存清除記憶系統等等設備，該系統會發出紅色能量波，從而擦除暴露在外的人的記憶。
儘管他性格認真，但還是顯露出有些不靈活的一面，曾因為使命過於忠實而差點抹除為了保護艾美拉娜公主而與其接觸的嵐和直的記憶。而基本系統上是以艾絲美拉達王國產出的艾梅拉德礦石的能量作戰，最初是以主角一行人駕駛的宇宙船向巨大的銀河帝國發起挑戰，並在在最終戰役時艾美拉娜公主跳入能量爐中而變成了巨型機器人，儘管有著豐富的火力武裝，但是防禦力和速度稍微優點差，最終則擊潰了銀河帝國，並在傑洛的邀約下成為終極傑洛警備隊的初始成員。
人物原型為圆谷製作曾於1973年製作的影集《巨人力霸王》的同名超級英雄。
在其他作品中的登場
《 超人力霸王傑洛外傳 殺手 THE 衝擊之星》（全劇）
《超級傑洛格鬥》（全劇）
- 電影

《劇場版 超人力霸王捷德 連繫起來！ 願望！！》（2018年）

### 銀河帝國
超人力霸王貝利亞（Ultraman Belial，ウルトラマンベリアル）
本作反派角色，曾是M78星雲光之國「宇宙警備隊隊員」的強大戰士,初期與超人之父為戰友。因對「Plasma Spark Tower」的力量有異心，企圖取得核心。
曾從扎拉布星人的幫助下逃脫,並重奪“百萬格斗儀”（有操縱一百頭以上怪獸的能力），向光之國復仇，但最終則遭到超人力霸王傑洛的阻止而失敗告終。並多次給各個次元宇宙帶來巨大的災難，是超人一族為之恐懼的存在，也是超人力霸王傑洛的宿敵。
在前作中未死，來到了另一個宇宙，進化成了戰鬥力更加強大的「銀河皇帝凱撒貝利亞」，支配鋼鐵龍和黑暗葛納建立了強大的銀河帝國。捲土重來繼續執行未完成的複仇和統治所有的宇宙的野心。大本營是在艾斯梅拉爾達行星附近的一座利爪形的星球大小巨大要塞。並通過掠奪艾斯梅拉爾達行星產出的「艾美納爾礦石」，使用其強大的力量製造了大批軍隊，在全宇宙不斷地破壞、殺戮、掠奪一切。
在最終戰役時，為了與傑洛對戰而前往翡翠礦石貯藏庫，吸收了艾美拉魯礦石的能量變成怪獸型態的「電弧貝利亞」，最終被經過究極傑洛模式變形後的帕拉吉之盾發出的必殺技消滅，計時器也遭到粉碎。
名字來源於《失樂園》中登場的墮落天使彼勒。

## 其他登場的超人力霸王

### 光之國
- 佐菲
- 阿斯特拉
- 超人力霸王希卡利
- 超人力霸王之父/ 超人力霸王健
- 超人力霸王之母/ 超人力霸王瑪莉
- 尤莉安
- 超人力霸王馬克斯
- 超人力霸王傑諾

### ULTRA N PROJECT
- 超人力霸王諾亞

## 演員表

### 登場演員
- 嵐 - 小柳友
- 奈緒 - 濱田龍臣
- 艾美拉娜 - 土屋太鳳
- 伽船長 - 平泉成
- 吉爾 - 古關安廣（日语：きたろう）
- 宗師 - 孟加拉貓
- 景 - 石橋保（日语：石橋保）
- 南 - 佐藤康惠
- 嵐（幼年時期） - 新田海統
- 治（幼年時期） - 小林櫂人
- 老婆婆 - 井出美奈子（日语：井出みな子）
- 艾斯美拉魯達之王 - 南原健朗（日语：南原健朗）[5]
- 艾斯美拉魯達之后 - 英由佳（日语：英由佳）
- 艾斯美拉魯達大公主 - 高田真綾

### 配音
- 超人力霸王傑洛：宮野真守
- 凱薩貝利亞 - 宮迫博之
- 鏡子騎士 - 緑川光
- 紅蓮火焰 - 関智一
- 詹伯特 - 神谷浩史
- 超人七號 - 森次晃嗣
- 超人力霸王之父 - 西岡徳馬（日语：西岡徳馬）
- 佐菲 - 田中秀幸
- 超人力霸王 - 黑部进
- 超人力霸王傑克 - 団時朗
- 超人力霸王衛司 - 高峰圭二
- 超人力霸王太郎 - 石丸博也
- 超人力霸王80 - 長谷川初範
- 尤莉安 - 萩原佐代子
- 鋼鐵龍：若本規夫
- 黑暗戈那：- 川下大洋（日语：川下大洋）
- 二次元的居民：石田信之
- 旁白：石坂浩二

### 皮套演員
- 超人力霸王傑洛[23] - 岩田栄慶
- 凱薩貝利亞[23] - 末永博志
- 鏡子騎士[23] - 力丸佳大
- 福田大助
- 紅蓮火焰[23] - 寺井大介
- 詹伯特[23] - 福島龍成
- 中村博亮
- 浜崎雄大
- 根本史彥
- 福田憲文
- 櫻井暦
- 竹內直子
- 梶川賢司
- 湯原愛子
- 新井宏幸
- 丸田聡美
- 安達仁美
- 羽賀聖
- 八巻亜由子

## 工作人员
製作：「ウルトラマンゼロ THE MOVIE」製作委員会
（圓谷製作、フィールズ、萬代、萬代影視、萬代影視、万代南梦宫娱乐、萬普、電通、電通テック、小學館、DWANGO使用者娛樂、松竹）
- 監督:阿部雄一
- 音楽 - 川井憲次
- 執行製作人ー - 山本英俊
- 製作人 - 隠田雅浩
- 監修 - 大岡新一
- 總製作人 - 隠田雅浩
- 企画 - 岡崎聖、渋谷浩康、関根真吾
- 美術監督 - 大澤哲三
- 装飾 - 山下順弘
- 執行製片 - 松村龍一
- 撮影 - 三栗屋博
- 照明 - 松隅信一
- 録音 - 星一郎
- 音響効果 - 古谷友二
- 音效- 柴崎憲治
- 編集監修 - 宮島竜治
- 編集 - 鈴木真一
- 場記  - 山内薫
- 生產主管 - 上原英和
- VFX製作 - クワハラマサシ
- 角色設計 - 後藤正行
- 造型 - 潤淵隆文、品田冬樹
- 動作指導 - 岡野弘之
- 動作監督 - カラサワイサオ
- 宣伝製作人 - 飯田桂介
- 音楽製作人 - 田靡秀樹
- 編曲 - 原文雄、藤澤慶昌
- 外景拍攝協力 - 山口縣電影委員會、北九州電影委員會、 熊本電影委員會、美禰市、北九州市、阿蘇市、秋吉台、秋芳洞
- 製作 - 圓谷製作
- 配給 - 松竹

## 主題歌
- 片头曲
- 『すすめ!ウルトラマンゼロ』

作詞 - 山口智大 / 作曲・編曲 - 小西貴雄 / 歌 - voyager
- 主題歌（片尾曲）
  - 『運命のしずく～Destiny's Star～』

作詞 - 千紗・Kenn Kato / 作曲 - 鈴木大輔 / 編曲 - GIRL NEXT DOOR・水上裕規 / 歌 - GIRL NEXT DOOR

## 外傳
《超人力霸王傑洛外傳 殺手 THE 衝擊之星》(日語：ウルトラマンゼロ外伝 キラー ザ ビートスター)是由圓谷製作所攝製的特攝電視劇，於2011年11月25日、12月22日以非戲院首映形式播出。共2話。

### 概要
本部作品屬《超人力霸王傑洛 THE MOVIE 超决战！贝利亚银河帝国》外傳，同時也是該部作品的後日談。
戰勝貝利亞銀河帝國的一年之後，和終極傑洛警備隊的隊員們等人準備返回愛梅拉星，卻發現詹伯特被關在了一個鋼鐵之星中。

### 登場人物

#### 演員表
- 雷（雷蒙）-南翔太（日语：南翔太）
- 艾美拉娜-土屋太鳳
- 日向浩 - 小西博之（日语：小西博之）
- 熊野正彥 - 俊藤光利（日语：俊藤光利）

### 配音
- 超人力霸王傑洛：宮野真守
- 鏡子騎士 - 緑川光
- 紅蓮火焰 - 関智一
- 詹伯特 - 神谷浩史
- 超人力霸王 - 黑部進
- 佐菲 - 田中秀幸
- 超人七號 - 森次晃嗣
- 詹殺手/詹奈- 入野自由
- 殺手之星 - 石塚運昇

### 皮套演員
- 超人力霸王傑洛：：岩田栄慶
- 鏡子騎士：力丸佳大
- 紅蓮火焰：寺井大介
- 詹伯特：福島龍成
- 哥莫拉：横尾和則
- 其他：末永博志、福田大助

### 製作團隊
- 監督：阿部雄一
- 脚本：荒木憲一
- 製作：大岡新一
- プロデューサー：渋谷浩康、仲吉治人
- 協力プロデューサー：北浦嗣巳
- 制作プロデューサー：小山信行
- 音楽プロデューサー：田靡秀樹
- 音楽：原文雄
- VFXプロデューサー：鹿角剛司
- 撮影：新井毅
- 照明：武山弘道
- 助監督：近藤孔明
- 殺陣：岡野弘之
- 編集：矢船陽介
- 特殊造形：潤淵隆文、品田冬樹
- 角色設計：後藤正行